# Bayou Country Club
Bayou Country Club est une census-designated place de la paroisse de La Fourche, en Louisiane, aux États-Unis. 